# Саньнун

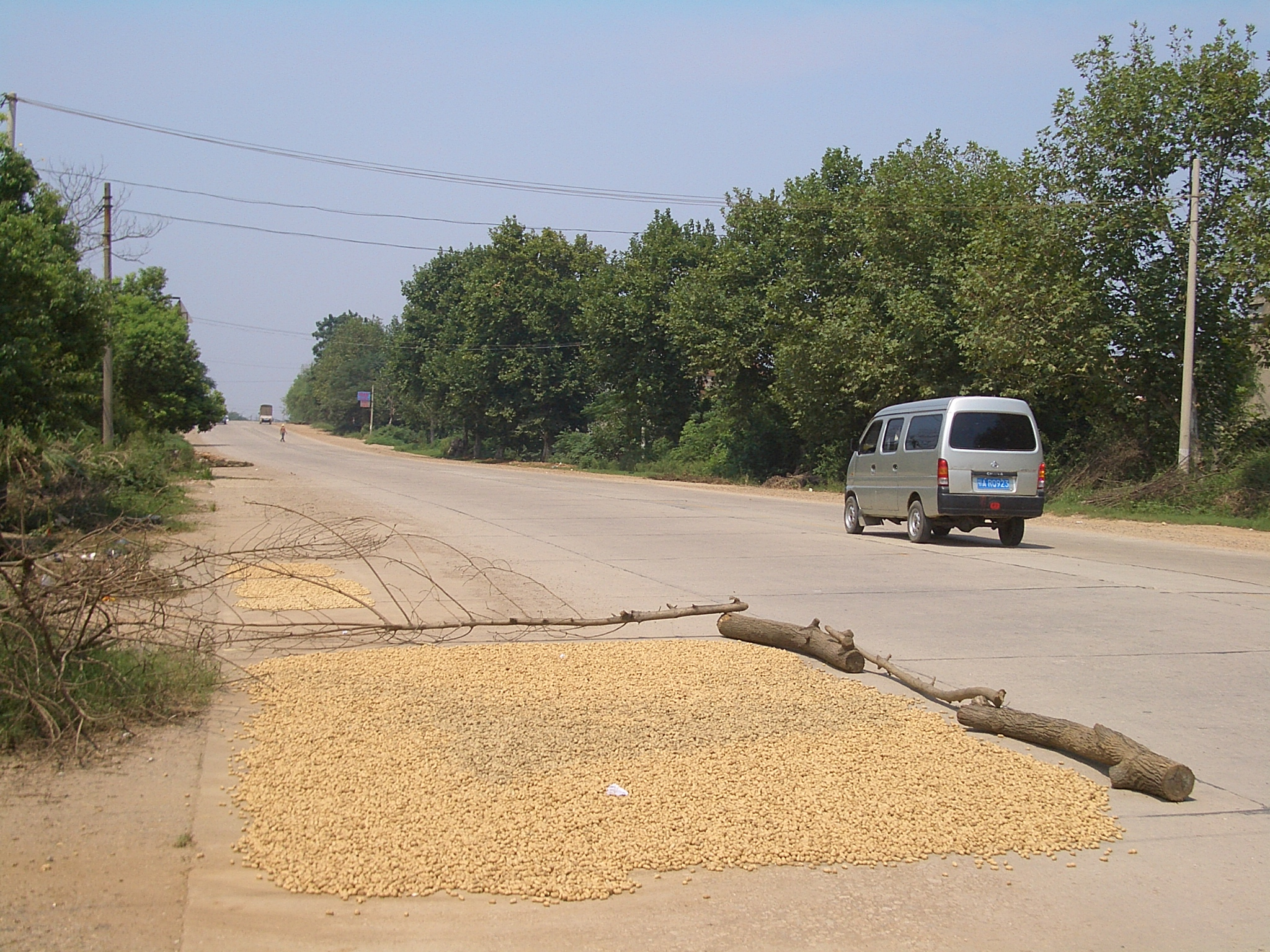
Широкомасштабное строительство автомобильных дорог позволило облегчить проблемы сушки и перевозки арахиса

Саньну́н» (кит. 三农, дословно «три сельскохозяйственных») — политико-экономический неологизм в Китае, означающий деревню (кит. 农村), сельское хозяйство (кит. 农业) и крестьян (кит. 农民) в совокупности. Термин произошёл как сокращение этих трёх слов: первый иероглиф «农» в них имеет чтение «нун» и означает принадлежность к земледелию, сельскому хозяйству. Чаще всего термин фигурирует в словосочетании «три сельскохозяйственные проблемы» (кит. 三农问题, san nong wenti, сань нун вэньти) и означает всю совокупность проблем аграрного сектора.
Термин «саньнун» был впервые предложен доктором экономики Вэнь Тецзюнем в 1996 г. и постепенно стал появляться в средствах массовой информации и официальных источниках. В начале 2000 г. секретарь поселкового комитета КПК села Ципань уезда Ланьли провинции Хэбэй Ли Чанпин обратился к тогдашнему премьеру Госсовета КНР Чжу Жунцзи с открытым письмом под заголовком «Я говорю правду премьеру» (кит. 我向总理说实话), основной тезис которой звучал так: «крестьянам очень тяжело, деревня очень бедна, сельское хозяйство в большой опасности» (кит. 农民真苦，农村真穷，农业真危险), после чего проблема «саньнун» вызвала обсуждение широких слоёв общественности. В 2001 г. словосочетание «проблема саньнун» вошло в официальные документы и стало официальным термином в среде научных кругов и партийной верхушки. В 2003 г. ЦК КПК включил проблему «саньнун» в свой ежегодный рабочий отчёт. В своём выступлении на съезде Всекитайского собрания народных представителей 2006 года премьер Госсовета КНР Вэнь Цзябао особо выделил работу государства в решении «проблемы саньнун» в 2005 году и наметил направления работы на 2006 год.